# Колесо (фильм)
«Колесо» (фр. La roue, в советском прокате — «Под песнь колёс») — французский художественный фильм Абеля Ганса. Фильм сделанный, в то время уже маститым режиссёром, под впечатлением от творческих поисков молодых режиссёров (Деллюка, Л'Эрбье и Жермены Дюлак).

## Сюжет
Машинист Сизиф живёт в маленьком домике среди железнодорожных путей. Вместе с ним живут сын Элия и приемная дочь Норма, родители которой погибли в железнодорожной катастрофе. Между Элия и Нормой постепенно зарождается любовь, но они всячески глушат в себе это влечение, будучи уверенными, что они родные брат и сестра.
Сизиф тоже испытывает влечение к Норме, и желая избавить себя от её присутствия, выдает её замуж за инженера Эрсана.
Элия случайно увидел паспорт отца и узнал, что Норма ему чужая, но она уже стала женой другого. Между Сизифом и Элиа возникает чувство вражды. Потеряв всех, Сизиф решает покончить с собой. Он загоняет свой паровоз в тупик и разбивает его.

Абель Ганс во время съемок фильма «Колесо»

## В ролях
- Иви Клоз — Норма
- Северен Марс — Сизиф
- Габриэль де Гвоне — Эли
- Пьер Магниер — Херсан
- Жорж Tероф — Махефер
- Жил Клари — Далила

## Художественные особенности
В фильме Абель Ганс использует новые приемы ритмического монтажа. Самым эффектным эпизодом в этом отношении является так называемую «симфонию рельсов».
Сизиф решает пустить под откос поезд и паровоз, который он ведёт и в котором едет Норма.
Абель Ганс, эффектно применяет съемку с движения, создает всё возрастающее напряжение — темп движения паровоза ускоряется.
Почувствовав недоброе, его помощник вовремя затормозил. Когда был включен тормоз и скорость движения стала снижаться, длина монтажных планов увеличилась. Зигфрид Кракауэр охарактеризовал фильм как «душещипательную драму, глупую сентиментальность которой несколько компенсирует на редкость кинематографичное раскрытие мира железной дороги».  
Рене Клер критикуя картину за надуманную «литературность» и отмечая, что для него «истинный сюжет этого фильма не в его странной интриге, а в изображении поезда, рельсов, сигналов, клубов пара, гор, снега, облаков», писал: 
„Колесо“ — это совершенный образец фильма в романтическом духе. Как в романтической драме, вы найдете в произведении Абеля Ганса неправдоподобие, поверхностную психологию, постоянное стремление к зрительным эффектам (как в романтической драме ― к эффектам словесным), но вы найдете там удивительно лирические моменты, вдохновенность движения и, я бы сказал, возвышенное рядом с гротеском.

## Дополнительные факты
- «Колесо»,— говорил М.Л'Эрбье,— это чудо монтажа, ритма и фотогении».
- Практически одновременно с рождением идеи «Колеса» стало известно, что невеста Ганса тяжело больна. Она умерла в день, когда был отснят последний кадр фильма.